# 로스앤젤레스 익스프레스
| 로스앤젤레스 익스프레스 |                                         |
| 콘퍼런스                | 서부 콘퍼런스                           |
| 디비전                  | 퍼시픽 디비전                           |
| 설립연도                | 1983년                                  |
| 해체연도                | 1985년                                  |
| 역사                    | 로스앤젤레스 익스프레스 (1983년~1985년) |
| 경기장                  | 로스앤젤레스 메모리얼 콜리세움          |
| 연고지                  | 캘리포니아주 로스앤젤레스               |
| 상징색                  | 익스프레스 블루, 은, 진홍색, 하양       |
| 구단주                  | 북미 풋볼 리그                          |
| 감독                    | 존 하디 (마지막 감독)                   |
| 리그 우승               | -                                       |
| 콘퍼런스 우승           | -                                       |
| 디비전 우승             | 1 (1984)                                |

로스앤젤레스 익스프레스(Los Angeles Express)는 1983년부터 1985년까지 캘리포니아주 로스앤젤레스를 연고지로 하는 USFL의 서부 콘퍼런스 퍼시픽 디비전 소속 미식 축구팀이다.

## 역대 홈경기장
| 경기장                         | 사용기간      | 수용인원 | 장소                      | 비고 |
| ------------------------------ | ------------- | -------- | ------------------------- | ---- |
| 로스앤젤레스 익스프레스        |               |          |                           |      |
| 로스앤젤레스 메모리얼 콜리세움 | 1983년~1985년 | 93,607명 | 캘리포니아주 로스앤젤레스 | 빈칸 |